# Johan Erik Ewald Ahrling
Johan Erik Ewald Ahrling (1837 - 1888) foi um botânico sueco.